# Tělo na prodej
Tělo na prodej (v anglickém originále Body Parts) je v pořadí dvacátá pátá epizoda čtvrté sezóny seriálu Star Trek: Stanice Deep Space Nine.

## Příběh
Quark vykoná cestu na rodný Ferenginar a kromě obchodů také zjistí, že trpí Dorekovým syndromem, vzácnou smrtelnou chorobou, na kterou do týdne zemře. Má ovšem také spoustu dluhů a žádné peníze na splacení, a tak na Romovu radu nabídne své vakuované ostatky k prodeji na Burze budoucnosti. Mezitím se Keiko O'Brienová v doprovodu Kiry a Bashira vydá na misi do kvadrantu Gamma. Runabout se ale vrátí poškozený, a Kira a Keiko jsou zraněné. Jejich životy nejsou ohroženy, ale Bashir v zájmu přežití dítěte ho transportoval do dělohy majora Kiry. Zpětný přenos by byl příliš riskantní a tak se Miles musí smířit s faktem, že jeho syna porodí jiná žena. Keiko nakonec požádá Kiru, aby se k nim nastěhovala, a ta souhlasí.
Neznámý kupec nabídne za Quarkovy ostatky obrovskou částku a ten smlouvu potvrdí. Jenže pak ho v jeho baru navštíví Bashir se vzkazem, že doktor z Ferenginaru se mýlil a Dorekův syndrom nemá. Quark je nadšený, ovšem jen do momentu, než se před jeho kajutou objeví likvidátor Brunt. Právě on byl tím anonymním kupcem, který koupil Quarkovy ostatky a teď je chce za každou cenu. Jedinou alternativou by bylo porušení smlouvy, což by mělo za následek hrozivé sankce nejen pro Quarka, ale i celou jeho rodinu. Rozhodne se tedy nechat zabít a tímto úkolem pověří Garaka, jenže žádná smrt se mu nezdá dost dobrá. A pak mu ve snu Velký Nagus Gint poradí, aby Pravidla zisku ignoroval a zachránil si život. Quark oznámí Bruntovi, že odstupuje od smlouvy a ten mu za to obratem zabaví veškerý majetek.
Quark přijde o veškeré vybavení baru a přemýšlí, co bude teď dělat. Do baru vstoupí Bashir a přinese mu brandy, Jadzia skleničky a Sisko nábytek, který překážel při opravách na druhém podlaží. Quark znovu otevře bar.